# گلشنه

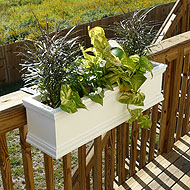
نمایی از گلشنه در بالکن

گُلشَنه‌ها یا گلجاها جعبه‌های بزرگ دارای خاک مناسب هستند که برای پرورش گل و گیاه به کار رفته و در محیط خانه، خیابان یا ایوانک‌ها و پشت پنجره‌ها به کار می‌روند.
گلشنه از واژه‌های تصویب شده فرهنگستان زبان فارسی است.